# Burg Mutlangen
Die Burg Mutlangen ist eine abgegangene mittelalterliche Befestigungsanlage in Mutlangen, einer Gemeinde im baden-württembergischen Ostalbkreis. Von der Burg haben sich keine Reste erhalten; über die Geschichte ist so gut wie nichts bekannt.

## Lage und Geschichte
Die abgegangene Burg lag nordwestlich des alten Ortskerns auf einem Bergvorsprung oberhalb des Waldauer Tälchens. Die Flurnamen lauten Burghalde und Bürglesrain. Ein Adelsgeschlecht kann der Anlage nicht eindeutig zugeordnet werden.
Nach Klaus Graf ist der Flurname Burghalde sehr alt und erscheint erstmals in einer Urkunde von 1341. Schenk Konrad von Limpurg belehnte 1439 den Patrizier Melchior von Horkheim aus Schwäbisch Gmünd mit Wiesen by Mutlangen gelegen, genant die Burghalde. 1484 erhielt Jörg von Horkheim das Grundstück von Albrecht von Limpurg als Lehen. 1511 wurde Kaspar Kaiser mit der Burckhalde belehnt. In allen Urkunden wird kein Burgstall erwähnt. Daraus kann geschlossen werden, dass die Befestigungsanlage schon früh aufgegeben wurde. 
Bodenuntersuchungen im Bereich der vermuteten Burgstelle ergaben eine hohe Konzentration von Phosphaten. Damit gilt es als nahezu sicher, dass sich auf dem Bergvorsprung eine kleine Burg, ein Festes Haus oder eine Anlage aus Holz und Erde befand.